# Marcià
|  | Per a altres significats, vegeu «Marcià (desambiguació)». |

Marcià va ser un emperador de l'Imperi Romà d'Orient des del 450 fins al 457. En morir l'emperador Teodosi, aconseguí el govern de l'Imperi casant-se amb la germana del difunt, Pulquèria. Va governar amb una relativa tranquil·litat, només torbada per l'amenaça dels huns d'Àtila.

## Joventut
Els seus orígens són poc coneguts. Va néixer a Tràcia o a Il·líria probablement l'any 396, o potser el 392. El seu pare era militar i, de molt jove, Marcià continuà la tradició familiar. Començà la seva carrera de soldat a Filippopolis, a Tràcia. Participà en la guerra contra els perses el 421-422 i en la ruta cap a orient va caure malalt a Lícia; en aquella època devia tenir el rang de tribú i comandant de la seva unitat.
Ben aviat ascendí fins a ser domesticus, el segon al servei dels generals Ardabur i Flavi Ardabur Aspar. Va ser fet pres pels vàndals el 431 en una batalla a prop d'Hipona. La història segons la qual el rei vàndal Genseric li hauria predit la seva accessió al tron és una llegenda. Sota la influència dels generals Ardabur i Aspar, va deixar la carrera militar per ser senador. La seva carrera és poc coneguda fins al 450 a partir de la mort accidental de l'emperador Teodosi.

## Ascens al tron
La successió de Teodosi era incerta, ja que l'emperador difunt no deixà més que una filla, Eudòxia, que estava casada amb Valentinià III, l'emperador d'Occident. Pulquèria, germana de Teodosi, que ja havia fet de consellera del seu germà, va assumir el poder, però no estava ben vist que una dona governés en solitari i la situació va ser provisional. Un mes més tard, sembla que per recomanació d'Aspar, que no podia ser emperador a conseqüència dels seus orígens bàrbars i del seu arrianisme, però que tenia molta influència entre els senadors, es va casar amb Marcià. L'acord del senat imperial va ser llavors una formalitat i el 25 d'agost del 450 la mateixa Pulquèria posà la corona imperial a Marcià. El fet que aquest es comprometés a respectar la virginitat de l'emperadriu, que tenia prop de cinquanta anys, és una mostra del caràcter polític del matrimoni. Les dues úniques filles de Marcià, nascudes d'un matrimoni previ, van ser ràpidament casades: una anomenada Eufèmia, amb el futur emperador d'Occident Procopi Antemi, i l'altra, Emília, amb Grontus, fill d'Àtila. Pulquèria va morir el 453 i ell va continuar governant en solitari.

## Relació amb els huns
El regnat de Marcià començà per un canvi immediat de política envers els huns i el seu cap Àtila. Al final del regnat de Teodosi II el ministre Crisafi havia estat l'arquitecte d'una política consistint a ingressar un important tribut a la confederació dels huns per evitar la invasió de l'imperi. Tot just acabada la coronació de Marcià, Crisafi fou assassinat o executat. Marcià rebutjà continuar pagant el tribut, decisió que va rebre el suport de l'aristocràcia. Àtila conscient que les seves tropes no podrien prendre la ciutat fortificada de Constantinoble, va girar la seva atenció cap a l'Imperi d'Occident: el 451 va atacar la Gàl·lia i el 452 Itàlia, que representaven una presa rica i menys resistent que l'Imperi d'Orient.
Marcià no va deixar sols davant el perill als ciutadans d'occident i va enviar tropes per ajudar a Valentinià III, atacant les defenses dels huns als Balcans. En aquesta intervenció va tenir a veure sens dubte, més que la intervenció del papa Lleó I, la brusca retirada d'Itàlia dels huns. Sembla que Àtila estava considerant fer una expedició sobre l'Imperi d'Orient quan va morir de forma sobtada i brutal en la seva nit de noces, el 453.

## Política militar
Durant el regnat de Marcià van haver poques expedicions militars significatives, només se'n recorden dues: l'any 452 contra les tribus àrabs a Síria i Egipte; i l'any 456 a la frontera d'Armènia per sufocar unes revoltes a la zona fronterera. Llevat de la intervenció als Balcans, va interferir poc en els assumptes de l'Imperi d'Occident, fins al punt de permetre el saqueig de Roma pels vàndals. Després d'aquest desgraciat esdeveniment va enviar una ambaixada a Genseric per demanar la tornada de la vídua de Valentinià III i de les seves filles, que havia segrestat. La tornada no es va aconseguir fins a set anys més tard el 464 sota el regnat de Lleó I.
Aquesta política poc bel·licista, i una sàvia política fiscal (anul·lació de deutes) i pressupostària, permeteren a Marcià deixar un tresor en excedent a la seva mort.

## Activitat legislativa
L'emperador va abolir la collatio glebalis, una taxa sobre els propietaris de terres. També va lluitar contra la corrupció i en particular contra la compra dels càrrecs administratius. El fet que un dels seus successors, Anastasi I, adoptés la mateixa política demostra que el problema de la corrupció estava molt arrelat.
Marcià va anul·lar també una disposició que datava del temps d'August i havia estat confirmada per Constantí I el Gran que prohibia a un membre de la classe senatorial casar-se amb una dona lliure d'una categoria social modesta. Aquesta anul·lació, va ser confirmada el 520 per Justí I per afavorir el matrimoni del seu nebot Justinià amb Teodora.

## Política religiosa
Marcià va convocar el Concili de Calcedònia (451) on va triomfar la fe catòlica, es va condemnar el nestorianisme i els pensadors monofisites. Aquest concili va desagradar al papa Lleó I perquè suposava posar en evidència el fracàs del Segon Concili d'Efes de l'any 449. En aquest concili es van definir les jurisdiccions religioses, que van passar de ser diòcesis a ser patriarcats, cosa que el papa no va voler reconèixer en un principi. El 453 va reprimir una insurrecció dels monjos palestins i va imposar l'arquebisbe Proteri a Alexandria després d'una sèrie de religiosos problemàtics, entre ells Diòscor d'Alexandria.

## Mort i successió
Marcià va morir el gener de l'any 457, aparentment d'una gangrena que s'havia manifestat als peus a conseqüència d'un llarg pelegrinatge religiós. Va ser, juntament amb la seva esposa, canonitzat per l'Església grega el 17 de febrer. Sembla que havia deixat com a hereu el seu gendre, l'emperador d'Occident Procopi Antemi, però això suposaria tornar a unir els dos imperis sota un sol home. Per evitar que això passés, el mateix Aspar que va procurar el seu nomenament va impulsar el nomenament del seu successor, Lleó I el Traci, convencent el senat dels desavantatges d'unir els dos territoris. El successor escollit era un militar que havia estat al servei d'Aspar i del qual s'esperava que fos un governant titella sota les ordres d'Aspar.